# Киноа
Кино́а (лат. Chenopōdium quīnoa), или квино́а — хлебная зерновая культура, относящаяся к псевдозерновым, однолетнее растение, вид рода Марь (Chenopodium) семейства амарантовые (Amaranthaceae), произрастающее на склонах Анд в Южной Америке.
Киноа имеет древнее происхождение и было одним из важнейших видов пищи индейцев в доколумбову эпоху. В цивилизации инков киноа было одним из трёх основных видов пищи наравне с кукурузой и картофелем. Инки его называли «золотым зерном».
Традиционная зона распространения — долины и террасы горных склонов на высоте 3000—4000 м над уровнем моря, то есть районы с бедными почвами и суровыми климатическими условиями. Родина — берега самого высокогорного в мире судоходного озера Титикака.

## Название
Растение известно под разными русскими названиями — помимо «киноа», это «рисовая лебеда», «квиноа», «квиноя», «лебеда кино». Слово «киноа» в русском языке — среднего рода. Исходный вариант названия — «ки́нва» (кечуа kinwa [ˈkinwa]); испанское название — исп. quinoa ([ˈkino̯a]; варианты написания: quinua, quínoa, quinoa, kinwa).

## Исторические сведения
Киноа было впервые введено в культуру народами Анд около 3000 лет назад. В жизни народов Анд данный продукт являлся основным и в то же время оставался малоизвестным за пределами Анд. Кечуа, которые полагали, что семена киноа священны, относили их к chisaya mama, или «матери всех семян», и императоры кечуа традиционно наблюдали за восхождением первых ростков. Испанские завоеватели в Южной Америке презирали киноа, считая культуру «едой для индейцев», и даже уничтожали поля, учитывая их религиозное значение в специальных церемониях. Конкистадоры временно ограничили выращивание киноа и заставляли кечуа выращивать пшеницу вместо этого растения.
В 1553 году упоминается его первое описание в книге Сьесы де Леона «Хроника Перу» (исп. Parte Primera de la Crónica del Perú):

Есть ещё один очень хороший продукт, который они называют Кинуа [Quinua], имеющего лист, как у лебеды мавританской, и вырастает его растение почти в рост человека, а бросают очень маленькое семечко, [оно бывает] и белое и разноцветное. Из него делают напитки, а также съедают его жареным, как мы рис.

В словаре Диего Гонсалеса Ольгина (1608) приводятся следующие определения:
- Ayar. Дикое/полевое киноа.
- Pisqui ttanta. Хлеб из киноа.
- Pisqui. Приготовленное блюдо из зерна киноа.
- Pisqque. Приготовленное киноа в зернах.
- Quinua. Киноа злак.
- Quinuap tullun. Стебель киноа, используемый в качестве дров.
- Vllpuy yuyo. Съедобные листья киноа.

## Распространение
Долгое время киноа культивировалось только в Андах. Однако высокая питательная ценность киноа и его приспособленность к горному климату открывают широкие перспективы для распространения этой культуры в других частях света. В частности, ведутся активные и успешные работы по выращиванию киноа в Тибете и Гималаях, одобренные Далай-Ламой. Киноа прекрасно растёт также на морских побережьях и на территориях, отвоёванных у джунглей.
| Страна                                                                   | 2009 | 2011 | 2016  | 2022  |
| Перу                                                                     | 39,4 | 41,2 | 79,3  | 113,4 |
| Боливия                                                                  | 34,1 | 38,3 | 65,5  | 44,7  |
| Эквадор                                                                  | 0,8  | 0,8  | 3,9   | 0,9   |
| Всего                                                                    | 74,4 | 78,1 | 148,7 | 159,0 |
| Источник: Продовольственная и сельскохозяйственная организация ООН (FAO) |      |      |       |       |

## Ботаническое описание
Стебель высокий. Листья округлые.
Плоды считаются фруктами, так как учёные относят киноа к псевдозерновым культурам, белые, жёлтые или красные, собранные в длинные, вьющиеся вдоль стеблей гроздья.

## Химический состав
Киноа содержит больше белка, чем любые злаки, и примерно столько же, как у других подобных псевдозлаков амаранта и гречихи. В среднем 16,2 % (для сравнения: 7,5 % в рисе, 10 % в просе, 14 % в пшенице, 3,5 % в кукурузе, 8,8 % во ржи, 10,1 % в овсе, в ячмене до 15,8 %). Некоторые сорта киноа содержат более 20 % белка. В отличие от пшеницы и риса, содержащих малое количество лизина, аминокислотный состав белков киноа очень сбалансирован и близок к составу белков молока; количество аминокислот составляет до 20 типов.
Помимо белков, киноа содержит также углеводы, жиры (с высоким содержанием лецитиновой кислоты), клетчатку, минералы и витамины группы B. Киноа, кроме того, богато фосфором (в три раза больше, чем рис самого высшего качества и не уступает многим видам рыбы), железом (вдвое превосходит пшеницу), кальцием, цинком.
Киноа не содержит глютена и может использоваться для питания при целиакии и болезни Крона.

## Практическое использование
В середине 2000-х годов пищевые свойства киноа привлекли внимание активистов здорового питания по всему миру, что привело к росту импорта киноа в Западную Европу и США, а также к значительному росту цен. В частности, в период с 2007 по 2013 год импорт киноа в США увеличился примерно в 10 раз, с 3,3 тысячи тонн в 2007 до оценочных 30,8 тысячи тонн в 2013 по данным таможенной службы США. 
В 2023 году основным импортёрами киноа, кроме США, являлись Канада, Германия, Нидерланды, Франция.
Каша из варёных зёрен по вкусу напоминает неотшелушенный рис. Полученную из киноа муку используют для производства макаронных изделий, хлеба и других блюд. Киноа добавляют в супы, салаты, выпечку и в десерты.
При добавлении в киноа воды и сахара получают прохладительный напиток. Зёрна используют после вымачивания или выполаскивания содержащихся в них горьких сапонинов.
Из семян получают питательный продукт, близкий к ореховому маслу, а в смеси с соком маракуйи — нектароподобный продукт.

## Культивирование
Киноа подходит для выращивания в сухом климате, в горных районах на высоте до 4000 метров над уровнем моря, довольно неприхотлива к составу почвы, хорошо переносит засуху, резкие перепады температур и даже небольшие заморозки. Культивирование киноа в Голландии продемонстрировало урожайность от 20 до 30 центнеров с гектара.

## Международный год киноа
На своей 66-й сессии Генеральная Ассамблея ООН провозгласила 2013 год Международным годом киноа в знак признания того, что коренные народы Анд благодаря традиционным знаниям и навыкам жизни в гармонии с природой сохранили киноа для нынешнего и будущих поколений. Цель Международного года киноа — привлечь внимание мирового сообщества к роли киноа в обеспечении продовольственной безопасности и питания. Выступая на этом заседании, Генеральный секретарь ООН Пан Ги Мун заявил, что эта сельскохозяйственная культура может внести огромный вклад в обеспечение продовольственной безопасности в мире и в достижение Целей развития тысячелетия в целом.
Секретариат Международного года киноа расположен в Продовольственной и сельскохозяйственной организации Объединённых Наций. Председательство в Координационном комитете возложено на Боливию, вице-председателями стали Эквадор, Перу и Чили, докладчиками — Аргентина и Франция.

## Прочие факты
- Киноа дало название альбому «Quinoa» 1992 года немецкой группы Tangerine Dream.
- В 2017 году Минсельхоз включил культуру киноа в Госреестр селекционных достижений, допущенных к использованию в России[22].